# Czerwona piramida
Czerwona piramida (ang. The Red Pyramid) – pierwsza książka z serii Kroniki rodu Kane’ów, napisana przez amerykańskiego pisarza Ricka Riordana. Opowiada o rodzeństwie, które odkrywa, że światu grozi zagłada ze strony egipskich bogów.

## Fabuła
Od czasu kiedy Carter i Sadie Kane stracili matkę, są sobie prawie obcy. Chłopak razem z ojcem – sławnym egiptologiem doktorem Juliusem Kane -podróżuje po świecie, a dziewczyna mieszka z rodzicami zmarłej matki w Londynie. W Boże Narodzenie tata zabrał rodzeństwo do  British Museum, w nadziei, że uda mu się przywrócić życie matce. Zamiast tego jednak, uwolnił pięciu bogów Egiptu, w tym najgorszego z nich – Seta, który zaś zamyka doktora w ciele boga Ozyrysa, a rodzeństwo, – które ledwo uszło z życiem – ucieka. Z czasem Carter i Sadie dowiadują się, iż uwolnieni zostali wszyscy bogowie Egiptu, a Set zamierza zniszczyć ludzkość. By go powstrzymać rodzeństwo musi spotkać się z wieloma magami, odwiedzić Dom Życia i podjąć niebezpieczną podróż po całym świecie.